# Мендес, Освальдо
Освальдо Мендес Эрбругер (исп. Oswaldo Méndez Herbruger; 18 декабря 1956) — гватемальский конник, участник трёх Олимпийских игр.

## Карьера
Мендес считается одним из лучших конников в истории Гватемалы. Специализируется на личном конкуре.
Дебютировал на Олимпийских играх в 1976 году в Монреале, куда отобрался после удачного выступления на Панамериканских играх. На играх в Монреале Мендес завершил выступление уже в первом раунде, заняв итоговое 24 место. На играх 1980 года в Москве, которые бойкотировали многие страны, у спортсмена появился шанс подняться на подиум. По итогам двух раундов он показал одинаковое время с мексиканцем Хоакином Пересом, но уступил ему 36 сотых секунды в перепрыжке и упустил бронзовую медаль. Тем не менее, данный результат стал лучшим для гватемальских спортсменов на тот момент. В 1984 году Мендес отправился на последние для себя Олимпийские игры в Лос-Анджелесе, на которых был знаменосцем гватемальской сборной, однако был дисквалифицирован в первом раунде соревнований.